# Muzeum Salar Junga
Muzeum Salar Junga (počeštěně Muzeum Salar Džunga, anglicky Salar Jung Museum) je umělecké muzeum v Indii ve městě Hajdarábád. Je to jedno ze tří indických národních muzeí. Původně to byla soukromá umělecká sbírka rodu Salar Jungů, která byla po smrti Salar Junga III. slavnostně otevřena 16. prosince 1951 jako veřejné muzeum.
Sbírka obsahuje sochy, obrazy, dřevořezby, textil, rukopisy, keramiku, kovové předměty, koberce, hodiny a nábytek z Japonska, Číny, Barmy, Nepálu, Indie, Persie, Egypta, Evropy a Severní Ameriky. Je to jedno z největších muzeí na světě.

## Dějiny
Šlechtic z hajdarábádského rodu Salar Jungů, Nawab Mir Yousuf Ali Khan, Salar Jung III. (1889–1949) působil jako předseda vlády Hajdarábádu během vlády Nizámů. Během třiceti pěti let utratil podstatnou část svých příjmů za umělecká díla z celého světa.

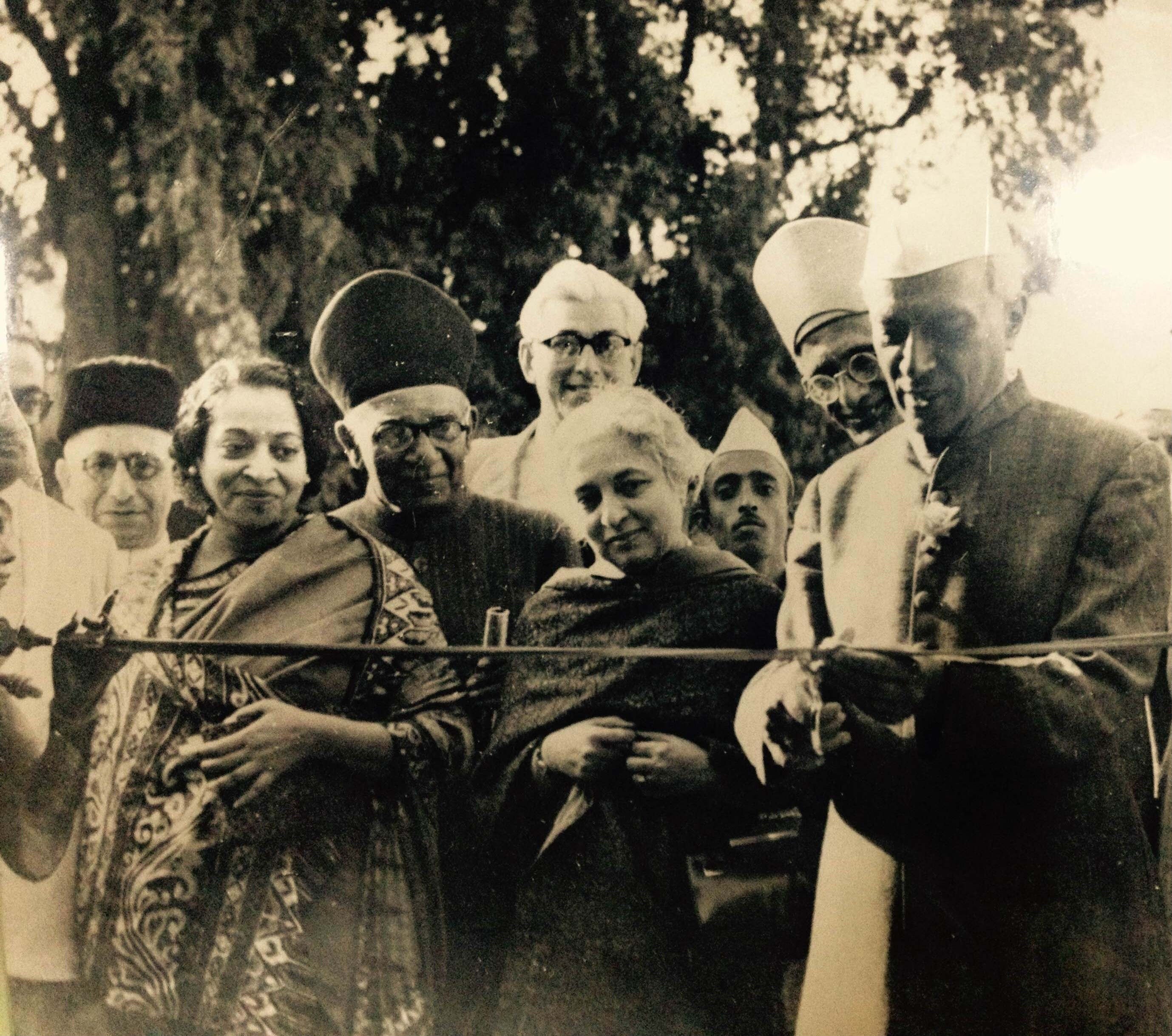
Otevření muzea premiérem D. Néhrúem, 1951.

Poté, co Nawab roku 1949 zemřel, zůstaly sbírky v jeho rodovém paláci Diwan Devdi, kde byly již dříve přístupná návštěvníkům jako soukromé muzeum. Jako veřejné muzeum budovu 16. prosince 1951 slavnostně otevřel premiér Džaváharlál Néhrú.
Současná sbírka ovšem představuje pouze část původního uměleckého bohatství shromážděného Nawabem. Jeho zaměstnanci prý totiž mnoho předmětů rozkradli.
V roce 1968 se muzeum přestěhovalo do současného umístění ve čtvrti Dar-ul-Shifa a je spravováno správní radou s guvernérem státu Telangána v čele. Během stěhování bylo ztraceno nebo ukradeno několik dalších uměleckých děl.